# Kasmaran (Babat Toman)
Kasmaran is een bestuurslaag in het regentschap Musi Banyuasin van de provincie Zuid-Sumatra, Indonesië. Kasmaran telt 4298 inwoners (volkstelling 2010).